# Prosthechea guttata
Prosthechea guttata är en orkidéart som först beskrevs av Rudolf Schlechter, och fick sitt nu gällande namn av Eric Alston Christenson. Prosthechea guttata ingår i släktet Prosthechea och familjen orkidéer. Inga underarter finns listade i Catalogue of Life.